# Germán Bermúdez Arancibia
Germán Bermúdez Arancibia fue un maestro de artes marciales y fisicoculturista chileno, también se desempeñó como licenciado en Defensa Personal Policial de la United States Karate Association. En la década de 1960 se dedicó a la lucha libre profesional, integró la troupe de Martín Karadagián en Titanes en el Ring, personificando a Mister Chile.

## Biografía
Arancibia nació en Chile, tenía 8 años cuando practicaba tensión Dinámica, inspirado por un curso de Charles Atlas, para luego dedicarse al Fisicoculturismo. A los 15 años obtiene el título de Campeón Novicio en levantamiento de Pesas Categoría Liviano. Así desarrolló su cuerpo y sus técnicas, llegando a ser hombre récord en Chile en todas las categorías. A medida que transcurrían los años perfeccionaba sus técnicas, paralemente practicaba en la lucha Libre y Grecorama, disciplinas en las que también se destacó, valiéndole esto para que más adelante se convirtiera en luchador profesional, siendo una de las máximas estrellas de esta especialidad en varios países de Sudamérica. Además, dedicó mucho tiempo a la práctica de Judo obteniendo el grado de 2º Dan y al Jiu-Jitsu especialidad en la que se graduó cuarto Dan con los Grandes Maestros Sone y Suzuki.
En la década del 50 viaja a Perú y comienza a practicar Kung-Fu radicado por varios años en ese país, se dedica a la práctica de este arte marcial.
En el año 1961 obtiene primer puesto en el torneo nacional de Chile de Pesas y Fisicoculturismo, titulándose Mister Chile, la destreza técnica en lucha y la perfección de su forma física, le valió que la Televisión de Argentina, lo contratara para uno de los programas más importantes y de mayor índice de audiencia de esa época Titanes en el Ring y a su vez, este programa fue el puente para que Arancibia demostrara todas sus excelentes cualidades deportivas tanto en gimnasia cuerpo libre, como en barra olímpica, grandes aparatos, lucha olímpica, judo y en esa época por primera vez en Argentina, Kachis, formas de Kung Fu.
En el año 1962 obtiene el título de Mister Argentina de Categoría extranjero e inaugura el primer gimnasio privado de Buenos Aires llamado Gimnasio Mister Chile, el cual comienza a dictar clases de Fisicoculturismo, Judo, Jiu-Jitsu y Kung-Fu estilo Wai-Kung-P'ai.
Es en Argentina es donde conoce en forma casual al Gran Maestro Yu Chi Chan y, poco después, fundan la escuela Wai-Kung-P'ai, la primera escuela de arte marcial que salió a competir al exterior, representando a la Argentina y a Sudamérica en un Campeonato Mundial de artes marciales de la United States Karate Association (U.S.K.A.), todas las cualidades mencionadas, fueron valoradas por el Gran Maestro Robert A. Trias, quién lo nombró en el año 1979 representante para toda Sudamérica de la United States Karate Association (U.S.K.A.) y además de nombrarlo su representante personal hasta su fallecimiento.
En el año 1995 fue incluido en el Hall of Fame (United States Karate Association) y nominado Maestro del año, Arancibia había recibido felicitaciones del Congreso de los Estados Unidos por su labor en los años 1983 y 1994, y fue reconocido en la Comisión Económica para América Latina, del Comité de Deportes de las Naciones Unidas.